# Пейрони, Франсуа
Франсуа́ Жиго́ де Ла Пейрони́ (фр. François Gigot de La Peyronie; 15 января 1678, Монпелье — 25 апреля 1747, Версаль) — французский хирург, учёный, педагог, лейб-медик французского короля Людовика XV, общественный деятель и меценат, впервые описал заболевание, названное болезнью Пейрони.
Член Парижской академии наук (1731; associé libre).

## Биография
Его отец, родом из провинции Гиень переехал в Монпелье, где работал парикмахером. Местный врач и его семья поддерживали образование сына парикмахера — Франсуа. С 17 лет он изучал хирургию в Монпелье, затем, в 1795—1797 годах учился в Париже у королевского хирурга Жоржа Марешаля.
Став магистром хирургии, в течение 15 лет работал хирургом в госпитале Монпелье, основал частные курсы по анатомии и хирургии, пользовавшиеся большой известностью.
В 1714 году он переезжает в Париж и занимает пост демонстратора на медицинском факультете Сорбонны, затем последовательно трудится главным хирургом Отель Дьё, Сен-Луи, Шаритэ.
В 1731 году была создана Королевская медицинская академия в Париже и французские хирурги получили привилегии. После ухода в 1735 году первого директора Академии Жана Луи Пети, Пейрони становится его преемником на этой должности. Прежде всего он добился официального признания хирургии как науки, которая наравне с внутренней медициной должна была стать самостоятельной специальностью. Его стараниями, начиная с 1743 года, хирургической академии были предоставлены права, равные с медицинскими факультетами как в обучении и аттестации хирургов, так и в присуждении докторских степеней.
Будучи лейб-медиком Людовика XV (с 1736 года), он употребил всё своё влияние, чтобы создать целый ряд кафедр и резко разграничить сферы деятельности цирюльников и настоящих хирургов.

## Научный вклад
В 1743 году описал случай с патологическими изменениями в кавернозных телах мужского полового члена, названный позже болезнью Пейрони.

## Издательская деятельность
Основал журнал «Memoires de l’Academie royale de chirurgie».

## Общественная и образовательная деятельность
Через 20 лет после учреждения Академии хирургии, в 1751 году, была образована дополнявшая её Школа практики, что дало Франции большое преимущество в области хирургического образования. В этой медицинской школе, основанной при медицинском факультете Сорбонны, Пейрони преподавал анатомию. Ему удалось значительно расширить права хирургов, склонив на их сторону симпатии короля. Всё своё состояние Пейрони завещал учреждениям, преследующим цель развития хирургии.

## Память
В 1864 году Пейрони был воздвигнут памятник в его родном городе Монпелье.